# حمید بعیدی‌نژاد
حمید بعیدی‌نژاد (زاده ۱۹ مهر ۱۳۴۱ تهران) سیاست‌مدار و دیپلمات ایرانی است، که در دولت سیزدهم به عنوان سرپرست معاونت اطلاع‌رسانی و همکاری‌های علمی و بین‌المللی بنیاد ایران‌شناسی فعالیت می کند.
وی در دولت دوازدهم به عنوان سفیر ایران در بریتانیا فعالیت کرد. او از اعضای تیم مذاکره‌کنندگان هسته‌ای ایران بشمار می‌آمد و ریاست تیم کارشناسی ایران را در مذاکرات برعهده داشت.
بعیدی‌نژاد دانش‌آموخته کارشناسی ارشد روابط بین‌الملل از دانشکده روابط بین‌الملل وزارت امور خارجه است و فعالیت سیاسی خود را از سال ۱۳۶۸ در وزارت امور خارجه آغاز کرد. وی از ۱۳۷۵ تا ۱۳۷۸ رئیس اداره امور خلع سلاح وزارت امور خارجه و از ۱۳۷۸ تا ۱۳۸۱ نیز رایزن خلع سلاح، در هیئت نمایندگی ایران در مقر سازمان ملل بود. از ۱۳۸۱ تا ۱۳۸۸ مدیرکل امور سیاسی و بین‌الملل این وزارتخانه و از ۱۳۸۸ تا ۱۳۹۰ بعنوان سفیر و معاون نماینده دائم ایران در سازمان ملل متحد در ژنو فعالیت می‌کرد. بعیدی‌نژاد در فاصله سالهای ۱۳۹۰ تا ۱۳۹۵ مدیرکل امور سیاسی و امنیت بین‌الملل وزارت امور خارجه بود.

## زندگی‌نامه
حمید بعیدی‌نژاد در ۱۹ مهر ۱۳۴۱ در تهران زاده شد. وی در سال ۱۳۶۸ از دانشکده روابط بین‌الملل وزارت امور خارجه فارغ‌التحصیل و در همان سال نیز جذب این وزارتخانه شد. وی فعالیت خود را به عنوان کارشناس خلع سلاح در وزارت امور خارجه آغاز کرد.

## سوابق
بعیدی‌نژاد نخستین بار در جایگاه نماینده ایران، در کمیته خلع سلاح مجمع عمومی سازمان ملل متحد در سال ۱۳۷۰ شرکت نمود. او از ۱۳۷۱ تا سال ۱۳۷۵ به عنوان دبیر اول نمایندگی ایران در سازمان ملل متحد، در شهر ژنو و معاون نماینده ایران در کنفرانس خلع سلاح فعالیت نمود.
وی از ۱۳۷۵ تا ۱۳۷۸ رئیس اداره امور خلع سلاح وزارت امور خارجه بود و در فاصله سالهای ۱۳۷۸ تا ۱۳۸۱ نیز به‌عنوان رایزن سفارت دائمی ایران در مقر سازمان ملل متحد در نیویورک فعالیت می‌کرد. از ۱۳۸۱ تا ۱۳۸۸ ابتدا ریاست اداره امور سیاسی چند جانبه، سپس مدیرکلی امور سیاسی و بین‌المللی وزارت امور خارجه را برعهده داشت. وی از سال ۱۳۸۸ تا سال ۱۳۹۰ به‌عنوان سفیر و معاون نماینده دائم ایران در سازمان ملل متحد در ژنو فعالیت می‌کرد. بعیدی‌نژاد از ۱۳۹۰ تا ۱۳۹۵ مدیرکل امور سیاسی و امنیت بین‌الملل وزارت امور خارجه بود.